# Boulevard Vauban (Marseille)
Pour les articles homonymes, voir Vauban (homonymie) et Boulevard Vauban.
Le boulevard Vauban est une voie du 6e arrondissement de Marseille. 

## Situation et accès
Il va de la rue Breteuil jusqu'à la rue Saint-François-d'Assise. 
Le boulevard croise le boulevard Notre-Dame au niveau de la place Valère-Bernard.
Ce boulevard à forte montée se situe dans le quartier éponyme. Il est très emprunté par les touristes qui veulent rejoindre la basilique Notre-Dame-de-la-Garde un peu plus haut, accessible par la rue Fort-du-Sanctuaire.
Le boulevard Vauban est desservi par les lignes de bus    du réseau RTM.
Il fut desservi jusqu’en 2019 par la ligne 57.

## Origine du nom
Le boulevard doit son nom au quartier où il se trouve, Vauban.

## Historique
Anciennement nommée rue Montebello, elle prend le nom de boulevard Vauban le 25 février 1843

## Bâtiments remarquables et lieux de mémoire
- Au numéro 113 se trouve la paroisse Saint-François-d’Assise.